# Столыпин, Аркадий Алексеевич
Арка́дий Алексе́евич Столы́пин (15 декабря 1778 — 7 мая 1825) — русский сенатор из рода Столыпиных, владелец села Столыпино. Известен как писатель-любитель, друг и единомышленник Сперанского.

## Биография
Аркадий Алексеевич был пятым из одиннадцати детей Алексея Емельяновича Столыпина (1744—1817) и Марии Афанасьевны, урождённой Мещериновой. Его старшей сестрой была Елизавета (1773—1845), бабка М. Ю. Лермонтова. Служил обер-прокурором Сената, был близким человеком в семье Нессельроде. 22 января 1811 года по личному прошению за слабостью здоровья был уволен императором с должности Обер-прокурора из 7-го департамента Сената. В круг друзей Столыпина входили декабрист К. Рылеев, Грибоедов, М. Сперанский (во время его ссылки в 1812—1816 годах вёл с ним переписку, обменивался книгами и газетами). Не любивший Столыпина Ф. Ф. Вигель, писал 
В Пензенской губернии было тогда семейство безобразных гигантов, величающихся, высящихся яко кедры ливанские... Огромнейший из его детищ, Аркадий, служил при Павле в генерал-прокурорской канцелярии... Глядя на его рост, на его плечи, внимая ему грубому и охриплому голосу, можно было принять его за богатыря; но согнутый хребет обличал его хилость, и в двадцать с небольшим лет одолевающие его хирагра и подагра заставляли часто носить его плисовые сапоги и перчатки. Бессилие его ума также подавляемое было тяжестию идей, кои почерпнул он в разговорах с знаменитым другом своим и кои составляли все его знания.
Столыпин писал рассказы, напечатал в «Приятном и полезном препровождении времени» (1794—95) следующие произведения:
- «Восточный моралист»;
- «Благодетельный государь», нравоучительная повесть, перевод с французского;
- «Отрывок».

Несмотря на тесные связи с декабристами, в документах судебного процесса не фигурировал, потому что умер 7 мая 1825 года. Похоронен в Петербурге на Лазаревском кладбище.

## Брак и дети
|                                |                                |                                |                                |                                |                                |  |  |                              |                              |                              |                              | Григорий Столыпин              |                              |  |  |                               |                               |                               |                               |                               |                               |                              |                              |                              |                              |                              |                              |                              |                              |                              |                              |                                |                                |                                |                                |                                |                                |                              |                              |                               |                               |                               |                               |                               |                               |  |  |                             |                             |                             |                             |                             |                             |  |  |                            |                            |                            |                            |                            |                            |  |  |                              |                              |                              |                              |                              |                              |  |  |                               |                               |                               |                               |                               |                               |
|                                |                                |                                |                                |                                |                                |  |  |                              |                              |                              |                              |                                |                              |  |  |                               |                               |                               |                               |                               |                               |                              |                              |                              |                              |                              |                              |                              |                              |                              |                              |                                |                                |                                |                                |                                |                                |                              |                              |                               |                               |                               |                               |                               |                               |  |  |                             |                             |                             |                             |                             |                             |  |  |                            |                            |                            |                            |                            |                            |  |  |                              |                              |                              |                              |                              |                              |  |  |                               |                               |                               |                               |                               |                               |
|                                |                                |                                |                                |                                |                                |  |  |                              |                              |                              |                              | Афанасий Григорьевич Столыпин  |                              |  |  |                               |                               |                               |                               |                               |                               |                              |                              |                              |                              |                              |                              |                              |                              |                              |                              |                                |                                |                                |                                |                                |                                |                              |                              |                               |                               |                               |                               |                               |                               |  |  |                             |                             |                             |                             |                             |                             |  |  |                            |                            |                            |                            |                            |                            |  |  |                              |                              |                              |                              |                              |                              |  |  |                               |                               |                               |                               |                               |                               |
|                                |                                |                                |                                |                                |                                |  |  |                              |                              |                              |                              |                                |                              |  |  |                               |                               |                               |                               |                               |                               |                              |                              |                              |                              |                              |                              |                              |                              |                              |                              |                                |                                |                                |                                |                                |                                |                              |                              |                               |                               |                               |                               |                               |                               |  |  |                             |                             |                             |                             |                             |                             |  |  |                            |                            |                            |                            |                            |                            |  |  |                              |                              |                              |                              |                              |                              |  |  |                               |                               |                               |                               |                               |                               |
|                                |                                |                                |                                |                                |                                |  |  |                              |                              |                              |                              | Сильвестр Афанасьевич Столыпин |                              |  |  |                               |                               |                               |                               |                               |                               |                              |                              |                              |                              |                              |                              |                              |                              |                              |                              |                                |                                |                                |                                |                                |                                |                              |                              |                               |                               |                               |                               |                               |                               |  |  |                             |                             |                             |                             |                             |                             |  |  |                            |                            |                            |                            |                            |                            |  |  |                              |                              |                              |                              |                              |                              |  |  |                               |                               |                               |                               |                               |                               |
|                                |                                |                                |                                |                                |                                |  |  |                              |                              |                              |                              |                                |                              |  |  |                               |                               |                               |                               |                               |                               |                              |                              |                              |                              |                              |                              |                              |                              |                              |                              |                                |                                |                                |                                |                                |                                |                              |                              |                               |                               |                               |                               |                               |                               |  |  |                             |                             |                             |                             |                             |                             |  |  |                            |                            |                            |                            |                            |                            |  |  |                              |                              |                              |                              |                              |                              |  |  |                               |                               |                               |                               |                               |                               |
|                                |                                |                                |                                |                                |                                |  |  |                              |                              |                              |                              |                                |                              |  |  |                               |                               |                               |                               |                               |                               |                              |                              |                              |                              |                              |                              |                              |                              |                              |                              |                                |                                |                                |                                |                                |                                |                              |                              |                               |                               |                               |                               |                               |                               |  |  |                             |                             |                             |                             |                             |                             |  |  |                            |                            |                            |                            |                            |                            |  |  |                              |                              |                              |                              |                              |                              |  |  |                               |                               |                               |                               |                               |                               |
| Василий Сильвестрович Столыпин | Василий Сильвестрович Столыпин | Василий Сильвестрович Столыпин | Василий Сильвестрович Столыпин | Василий Сильвестрович Столыпин | Василий Сильвестрович Столыпин |  |  |                              |                              |                              |                              |                                |                              |  |  |                               |                               |                               |                               |                               |                               |                              |                              | Семён Сильвестрович Столыпин | Семён Сильвестрович Столыпин | Семён Сильвестрович Столыпин | Семён Сильвестрович Столыпин | Семён Сильвестрович Столыпин | Семён Сильвестрович Столыпин |                              |                              |                                |                                |                                |                                |                                |                                |                              |                              |                               |                               |                               |                               |                               |                               |  |  |                             |                             |                             |                             |                             |                             |  |  |                            |                            |                            |                            |                            |                            |  |  |                              |                              |                              |                              |                              |                              |  |  |                               |                               |                               |                               |                               |                               |
| Василий Сильвестрович Столыпин | Василий Сильвестрович Столыпин | Василий Сильвестрович Столыпин | Василий Сильвестрович Столыпин | Василий Сильвестрович Столыпин | Василий Сильвестрович Столыпин |  |  |                              |                              |                              |                              |                                |                              |  |  |                               |                               |                               |                               |                               |                               |                              |                              | Семён Сильвестрович Столыпин | Семён Сильвестрович Столыпин | Семён Сильвестрович Столыпин | Семён Сильвестрович Столыпин | Семён Сильвестрович Столыпин | Семён Сильвестрович Столыпин |                              |                              |                                |                                |                                |                                |                                |                                |                              |                              |                               |                               |                               |                               |                               |                               |  |  |                             |                             |                             |                             |                             |                             |  |  |                            |                            |                            |                            |                            |                            |  |  |                              |                              |                              |                              |                              |                              |  |  |                               |                               |                               |                               |                               |                               |
| Александр Васильевич Столыпин  | Александр Васильевич Столыпин  | Александр Васильевич Столыпин  | Александр Васильевич Столыпин  | Александр Васильевич Столыпин  | Александр Васильевич Столыпин  |  |  |                              |                              |                              |                              |                                |                              |  |  |                               |                               |                               |                               |                               |                               |                              |                              | Емельян Семёнович Столыпин   | Емельян Семёнович Столыпин   | Емельян Семёнович Столыпин   | Емельян Семёнович Столыпин   | Емельян Семёнович Столыпин   | Емельян Семёнович Столыпин   |                              |                              |                                |                                |                                |                                |                                |                                |                              |                              |                               |                               |                               |                               |                               |                               |  |  |                             |                             |                             |                             |                             |                             |  |  |                            |                            |                            |                            |                            |                            |  |  |                              |                              |                              |                              |                              |                              |  |  |                               |                               |                               |                               |                               |                               |
| Александр Васильевич Столыпин  | Александр Васильевич Столыпин  | Александр Васильевич Столыпин  | Александр Васильевич Столыпин  | Александр Васильевич Столыпин  | Александр Васильевич Столыпин  |  |  |                              |                              |                              |                              |                                |                              |  |  |                               |                               |                               |                               |                               |                               |                              |                              | Емельян Семёнович Столыпин   | Емельян Семёнович Столыпин   | Емельян Семёнович Столыпин   | Емельян Семёнович Столыпин   | Емельян Семёнович Столыпин   | Емельян Семёнович Столыпин   |                              |                              |                                |                                |                                |                                |                                |                                |                              |                              |                               |                               |                               |                               |                               |                               |  |  |                             |                             |                             |                             |                             |                             |  |  |                            |                            |                            |                            |                            |                            |  |  |                              |                              |                              |                              |                              |                              |  |  |                               |                               |                               |                               |                               |                               |
|                                |                                |                                |                                |                                |                                |  |  |                              |                              |                              |                              |                                |                              |  |  |                               |                               |                               |                               |                               |                               |                              |                              |                              |                              |                              |                              |                              |                              |                              |                              |                                |                                |                                |                                |                                |                                |                              |                              |                               |                               |                               |                               |                               |                               |  |  |                             |                             |                             |                             |                             |                             |  |  |                            |                            |                            |                            |                            |                            |  |  |                              |                              |                              |                              |                              |                              |  |  |                               |                               |                               |                               |                               |                               |
| Данила Александрович Столыпин  | Данила Александрович Столыпин  | Данила Александрович Столыпин  | Данила Александрович Столыпин  | Данила Александрович Столыпин  | Данила Александрович Столыпин  |  |  |                              |                              |                              |                              |                                |                              |  |  |                               |                               |                               |                               | Дмитрий Емельянович Столыпин  | Дмитрий Емельянович Столыпин  | Дмитрий Емельянович Столыпин | Дмитрий Емельянович Столыпин | Дмитрий Емельянович Столыпин | Дмитрий Емельянович Столыпин |                              |                              | Алексей Емельянович Столыпин | Алексей Емельянович Столыпин | Алексей Емельянович Столыпин | Алексей Емельянович Столыпин | Алексей Емельянович Столыпин   | Алексей Емельянович Столыпин   |                                |                                | Мария Афанасьевна Мещеринова   | Мария Афанасьевна Мещеринова   | Мария Афанасьевна Мещеринова | Мария Афанасьевна Мещеринова | Мария Афанасьевна Мещеринова  | Мария Афанасьевна Мещеринова  |                               |                               |                               |                               |  |  |                             |                             |                             |                             |                             |                             |  |  |                            |                            |                            |                            |                            |                            |  |  |                              |                              |                              |                              |                              |                              |  |  |                               |                               |                               |                               |                               |                               |
| Данила Александрович Столыпин  | Данила Александрович Столыпин  | Данила Александрович Столыпин  | Данила Александрович Столыпин  | Данила Александрович Столыпин  | Данила Александрович Столыпин  |  |  |                              |                              |                              |                              |                                |                              |  |  |                               |                               |                               |                               | Дмитрий Емельянович Столыпин  | Дмитрий Емельянович Столыпин  | Дмитрий Емельянович Столыпин | Дмитрий Емельянович Столыпин | Дмитрий Емельянович Столыпин | Дмитрий Емельянович Столыпин |                              |                              | Алексей Емельянович Столыпин | Алексей Емельянович Столыпин | Алексей Емельянович Столыпин | Алексей Емельянович Столыпин | Алексей Емельянович Столыпин   | Алексей Емельянович Столыпин   |                                |                                | Мария Афанасьевна Мещеринова   | Мария Афанасьевна Мещеринова   | Мария Афанасьевна Мещеринова | Мария Афанасьевна Мещеринова | Мария Афанасьевна Мещеринова  | Мария Афанасьевна Мещеринова  |                               |                               |                               |                               |  |  |                             |                             |                             |                             |                             |                             |  |  |                            |                            |                            |                            |                            |                            |  |  |                              |                              |                              |                              |                              |                              |  |  |                               |                               |                               |                               |                               |                               |
|                                |                                |                                |                                |                                |                                |  |  |                              |                              |                              |                              |                                |                              |  |  |                               |                               |                               |                               |                               |                               |                              |                              |                              |                              |                              |                              |                              |                              |                              |                              |                                |                                |                                |                                |                                |                                |                              |                              |                               |                               |                               |                               |                               |                               |  |  |                             |                             |                             |                             |                             |                             |  |  |                            |                            |                            |                            |                            |                            |  |  |                              |                              |                              |                              |                              |                              |  |  |                               |                               |                               |                               |                               |                               |
|                                |                                |                                |                                |                                |                                |  |  |                              |                              |                              |                              |                                |                              |  |  |                               |                               |                               |                               |                               |                               |                              |                              |                              |                              |                              |                              |                              |                              |                              |                              |                                |                                |                                |                                |                                |                                |                              |                              |                               |                               |                               |                               |                               |                               |  |  |                             |                             |                             |                             |                             |                             |  |  |                            |                            |                            |                            |                            |                            |  |  |                              |                              |                              |                              |                              |                              |  |  |                               |                               |                               |                               |                               |                               |
| Григорий Данилович Столыпин    | Григорий Данилович Столыпин    | Григорий Данилович Столыпин    | Григорий Данилович Столыпин    | Григорий Данилович Столыпин    | Григорий Данилович Столыпин    |  |  | Наталья Алексеевна Столыпина | Наталья Алексеевна Столыпина | Наталья Алексеевна Столыпина | Наталья Алексеевна Столыпина | Наталья Алексеевна Столыпина   | Наталья Алексеевна Столыпина |  |  | Афанасий Алексеевич Столыпин  | Афанасий Алексеевич Столыпин  | Афанасий Алексеевич Столыпин  | Афанасий Алексеевич Столыпин  | Афанасий Алексеевич Столыпин  | Афанасий Алексеевич Столыпин  |                              |                              | Михаил Васильевич Арсеньев   | Михаил Васильевич Арсеньев   | Михаил Васильевич Арсеньев   | Михаил Васильевич Арсеньев   | Михаил Васильевич Арсеньев   | Михаил Васильевич Арсеньев   |                              |                              | Елизавета Алексеевна Столыпина | Елизавета Алексеевна Столыпина | Елизавета Алексеевна Столыпина | Елизавета Алексеевна Столыпина | Елизавета Алексеевна Столыпина | Елизавета Алексеевна Столыпина |                              |                              | Александр Алексеевич Столыпин | Александр Алексеевич Столыпин | Александр Алексеевич Столыпин | Александр Алексеевич Столыпин | Александр Алексеевич Столыпин | Александр Алексеевич Столыпин |  |  | Аркадий Алексеевич Столыпин | Аркадий Алексеевич Столыпин | Аркадий Алексеевич Столыпин | Аркадий Алексеевич Столыпин | Аркадий Алексеевич Столыпин | Аркадий Алексеевич Столыпин |  |  | Пётр Алексеевич Столыпин   | Пётр Алексеевич Столыпин   | Пётр Алексеевич Столыпин   | Пётр Алексеевич Столыпин   | Пётр Алексеевич Столыпин   | Пётр Алексеевич Столыпин   |  |  | Николай Алексеевич Столыпин  | Николай Алексеевич Столыпин  | Николай Алексеевич Столыпин  | Николай Алексеевич Столыпин  | Николай Алексеевич Столыпин  | Николай Алексеевич Столыпин  |  |  | Дмитрий Алексеевич Столыпин   | Дмитрий Алексеевич Столыпин   | Дмитрий Алексеевич Столыпин   | Дмитрий Алексеевич Столыпин   | Дмитрий Алексеевич Столыпин   | Дмитрий Алексеевич Столыпин   |
| Григорий Данилович Столыпин    | Григорий Данилович Столыпин    | Григорий Данилович Столыпин    | Григорий Данилович Столыпин    | Григорий Данилович Столыпин    | Григорий Данилович Столыпин    |  |  | Наталья Алексеевна Столыпина | Наталья Алексеевна Столыпина | Наталья Алексеевна Столыпина | Наталья Алексеевна Столыпина | Наталья Алексеевна Столыпина   | Наталья Алексеевна Столыпина |  |  | Афанасий Алексеевич Столыпин  | Афанасий Алексеевич Столыпин  | Афанасий Алексеевич Столыпин  | Афанасий Алексеевич Столыпин  | Афанасий Алексеевич Столыпин  | Афанасий Алексеевич Столыпин  |                              |                              | Михаил Васильевич Арсеньев   | Михаил Васильевич Арсеньев   | Михаил Васильевич Арсеньев   | Михаил Васильевич Арсеньев   | Михаил Васильевич Арсеньев   | Михаил Васильевич Арсеньев   |                              |                              | Елизавета Алексеевна Столыпина | Елизавета Алексеевна Столыпина | Елизавета Алексеевна Столыпина | Елизавета Алексеевна Столыпина | Елизавета Алексеевна Столыпина | Елизавета Алексеевна Столыпина |                              |                              | Александр Алексеевич Столыпин | Александр Алексеевич Столыпин | Александр Алексеевич Столыпин | Александр Алексеевич Столыпин | Александр Алексеевич Столыпин | Александр Алексеевич Столыпин |  |  | Аркадий Алексеевич Столыпин | Аркадий Алексеевич Столыпин | Аркадий Алексеевич Столыпин | Аркадий Алексеевич Столыпин | Аркадий Алексеевич Столыпин | Аркадий Алексеевич Столыпин |  |  | Пётр Алексеевич Столыпин   | Пётр Алексеевич Столыпин   | Пётр Алексеевич Столыпин   | Пётр Алексеевич Столыпин   | Пётр Алексеевич Столыпин   | Пётр Алексеевич Столыпин   |  |  | Николай Алексеевич Столыпин  | Николай Алексеевич Столыпин  | Николай Алексеевич Столыпин  | Николай Алексеевич Столыпин  | Николай Алексеевич Столыпин  | Николай Алексеевич Столыпин  |  |  | Дмитрий Алексеевич Столыпин   | Дмитрий Алексеевич Столыпин   | Дмитрий Алексеевич Столыпин   | Дмитрий Алексеевич Столыпин   | Дмитрий Алексеевич Столыпин   | Дмитрий Алексеевич Столыпин   |
|                                |                                |                                |                                |                                |                                |  |  |                              |                              |                              |                              |                                |                              |  |  |                               |                               |                               |                               |                               |                               |                              |                              |                              |                              |                              |                              |                              |                              |                              |                              |                                |                                |                                |                                |                                |                                |                              |                              |                               |                               |                               |                               |                               |                               |  |  |                             |                             |                             |                             |                             |                             |  |  |                            |                            |                            |                            |                            |                            |  |  |                              |                              |                              |                              |                              |                              |  |  |                               |                               |                               |                               |                               |                               |
|                                |                                |                                |                                |                                |                                |  |  |                              |                              |                              |                              |                                |                              |  |  |                               |                               |                               |                               |                               |                               |                              |                              |                              |                              |                              |                              |                              |                              |                              |                              |                                |                                |                                |                                |                                |                                |                              |                              |                               |                               |                               |                               |                               |                               |  |  |                             |                             |                             |                             |                             |                             |  |  |                            |                            |                            |                            |                            |                            |  |  |                              |                              |                              |                              |                              |                              |  |  |                               |                               |                               |                               |                               |                               |
| Алексей Илларионович Философов | Алексей Илларионович Философов | Алексей Илларионович Философов | Алексей Илларионович Философов | Алексей Илларионович Философов | Алексей Илларионович Философов |  |  | Анна Григорьевна Философова  | Анна Григорьевна Философова  | Анна Григорьевна Философова  | Анна Григорьевна Философова  | Анна Григорьевна Философова    | Анна Григорьевна Философова  |  |  | Наталья Афанасьевна Столыпина | Наталья Афанасьевна Столыпина | Наталья Афанасьевна Столыпина | Наталья Афанасьевна Столыпина | Наталья Афанасьевна Столыпина | Наталья Афанасьевна Столыпина |                              |                              | Юрий Петрович Лермонтов      | Юрий Петрович Лермонтов      | Юрий Петрович Лермонтов      | Юрий Петрович Лермонтов      | Юрий Петрович Лермонтов      | Юрий Петрович Лермонтов      |                              |                              | Мария Михайловна Арсеньева     | Мария Михайловна Арсеньева     | Мария Михайловна Арсеньева     | Мария Михайловна Арсеньева     | Мария Михайловна Арсеньева     | Мария Михайловна Арсеньева     |                              |                              | Алексей Аркадьевич Столыпин   | Алексей Аркадьевич Столыпин   | Алексей Аркадьевич Столыпин   | Алексей Аркадьевич Столыпин   | Алексей Аркадьевич Столыпин   | Алексей Аркадьевич Столыпин   |  |  | Дмитрий Аркадьевич Столыпин | Дмитрий Аркадьевич Столыпин | Дмитрий Аркадьевич Столыпин | Дмитрий Аркадьевич Столыпин | Дмитрий Аркадьевич Столыпин | Дмитрий Аркадьевич Столыпин |  |  | Мария Аркадьевна Столыпина | Мария Аркадьевна Столыпина | Мария Аркадьевна Столыпина | Мария Аркадьевна Столыпина | Мария Аркадьевна Столыпина | Мария Аркадьевна Столыпина |  |  | Наталья Михайловна Горчакова | Наталья Михайловна Горчакова | Наталья Михайловна Горчакова | Наталья Михайловна Горчакова | Наталья Михайловна Горчакова | Наталья Михайловна Горчакова |  |  | Аркадий Дмитриевич Столыпин   | Аркадий Дмитриевич Столыпин   | Аркадий Дмитриевич Столыпин   | Аркадий Дмитриевич Столыпин   | Аркадий Дмитриевич Столыпин   | Аркадий Дмитриевич Столыпин   |
| Алексей Илларионович Философов | Алексей Илларионович Философов | Алексей Илларионович Философов | Алексей Илларионович Философов | Алексей Илларионович Философов | Алексей Илларионович Философов |  |  | Анна Григорьевна Философова  | Анна Григорьевна Философова  | Анна Григорьевна Философова  | Анна Григорьевна Философова  | Анна Григорьевна Философова    | Анна Григорьевна Философова  |  |  | Наталья Афанасьевна Столыпина | Наталья Афанасьевна Столыпина | Наталья Афанасьевна Столыпина | Наталья Афанасьевна Столыпина | Наталья Афанасьевна Столыпина | Наталья Афанасьевна Столыпина |                              |                              | Юрий Петрович Лермонтов      | Юрий Петрович Лермонтов      | Юрий Петрович Лермонтов      | Юрий Петрович Лермонтов      | Юрий Петрович Лермонтов      | Юрий Петрович Лермонтов      |                              |                              | Мария Михайловна Арсеньева     | Мария Михайловна Арсеньева     | Мария Михайловна Арсеньева     | Мария Михайловна Арсеньева     | Мария Михайловна Арсеньева     | Мария Михайловна Арсеньева     |                              |                              | Алексей Аркадьевич Столыпин   | Алексей Аркадьевич Столыпин   | Алексей Аркадьевич Столыпин   | Алексей Аркадьевич Столыпин   | Алексей Аркадьевич Столыпин   | Алексей Аркадьевич Столыпин   |  |  | Дмитрий Аркадьевич Столыпин | Дмитрий Аркадьевич Столыпин | Дмитрий Аркадьевич Столыпин | Дмитрий Аркадьевич Столыпин | Дмитрий Аркадьевич Столыпин | Дмитрий Аркадьевич Столыпин |  |  | Мария Аркадьевна Столыпина | Мария Аркадьевна Столыпина | Мария Аркадьевна Столыпина | Мария Аркадьевна Столыпина | Мария Аркадьевна Столыпина | Мария Аркадьевна Столыпина |  |  | Наталья Михайловна Горчакова | Наталья Михайловна Горчакова | Наталья Михайловна Горчакова | Наталья Михайловна Горчакова | Наталья Михайловна Горчакова | Наталья Михайловна Горчакова |  |  | Аркадий Дмитриевич Столыпин   | Аркадий Дмитриевич Столыпин   | Аркадий Дмитриевич Столыпин   | Аркадий Дмитриевич Столыпин   | Аркадий Дмитриевич Столыпин   | Аркадий Дмитриевич Столыпин   |
|                                |                                |                                |                                |                                |                                |  |  |                              |                              |                              |                              |                                |                              |  |  |                               |                               |                               |                               |                               |                               |                              |                              |                              |                              |                              |                              |                              |                              |                              |                              |                                |                                |                                |                                |                                |                                |                              |                              |                               |                               |                               |                               |                               |                               |  |  |                             |                             |                             |                             |                             |                             |  |  |                            |                            |                            |                            |                            |                            |  |  |                              |                              |                              |                              |                              |                              |  |  |                               |                               |                               |                               |                               |                               |
|                                |                                |                                |                                |                                |                                |  |  |                              |                              |                              |                              |                                |                              |  |  |                               |                               |                               |                               |                               |                               |                              |                              |                              |                              |                              |                              |                              |                              |                              |                              |                                |                                |                                |                                |                                |                                |                              |                              |                               |                               |                               |                               |                               |                               |  |  |                             |                             |                             |                             |                             |                             |  |  |                            |                            |                            |                            |                            |                            |  |  |                              |                              |                              |                              |                              |                              |  |  |                               |                               |                               |                               |                               |                               |
|                                |                                |                                |                                |                                |                                |  |  |                              |                              |                              |                              |                                |                              |  |  |                               |                               |                               |                               |                               |                               |                              |                              |                              |                              |                              |                              | М. Ю. Лермонтов              | М. Ю. Лермонтов              | М. Ю. Лермонтов              | М. Ю. Лермонтов              | М. Ю. Лермонтов                | М. Ю. Лермонтов                |                                |                                |                                |                                |                              |                              |                               |                               |                               |                               |                               |                               |  |  |                             |                             |                             |                             |                             |                             |  |  | Ольга Борисовна Нейдгардт  | Ольга Борисовна Нейдгардт  | Ольга Борисовна Нейдгардт  | Ольга Борисовна Нейдгардт  | Ольга Борисовна Нейдгардт  | Ольга Борисовна Нейдгардт  |  |  | Пётр Аркадьевич Столыпин     | Пётр Аркадьевич Столыпин     | Пётр Аркадьевич Столыпин     | Пётр Аркадьевич Столыпин     | Пётр Аркадьевич Столыпин     | Пётр Аркадьевич Столыпин     |  |  | Александр Аркадьевич Столыпин | Александр Аркадьевич Столыпин | Александр Аркадьевич Столыпин | Александр Аркадьевич Столыпин | Александр Аркадьевич Столыпин | Александр Аркадьевич Столыпин |
|                                |                                |                                |                                |                                |                                |  |  |                              |                              |                              |                              |                                |                              |  |  |                               |                               |                               |                               |                               |                               |                              |                              |                              |                              |                              |                              | М. Ю. Лермонтов              | М. Ю. Лермонтов              | М. Ю. Лермонтов              | М. Ю. Лермонтов              | М. Ю. Лермонтов                | М. Ю. Лермонтов                |                                |                                |                                |                                |                              |                              |                               |                               |                               |                               |                               |                               |  |  |                             |                             |                             |                             |                             |                             |  |  | Ольга Борисовна Нейдгардт  | Ольга Борисовна Нейдгардт  | Ольга Борисовна Нейдгардт  | Ольга Борисовна Нейдгардт  | Ольга Борисовна Нейдгардт  | Ольга Борисовна Нейдгардт  |  |  | Пётр Аркадьевич Столыпин     | Пётр Аркадьевич Столыпин     | Пётр Аркадьевич Столыпин     | Пётр Аркадьевич Столыпин     | Пётр Аркадьевич Столыпин     | Пётр Аркадьевич Столыпин     |  |  | Александр Аркадьевич Столыпин | Александр Аркадьевич Столыпин | Александр Аркадьевич Столыпин | Александр Аркадьевич Столыпин | Александр Аркадьевич Столыпин | Александр Аркадьевич Столыпин |
|                                |                                |                                |                                |                                |                                |  |  |                              |                              |                              |                              |                                |                              |  |  |                               |                               |                               |                               |                               |                               |                              |                              |                              |                              |                              |                              |                              |                              |                              |                              |                                |                                |                                |                                |                                |                                |                              |                              |                               |                               |                               |                               |                               |                               |  |  |                             |                             |                             |                             |                             |                             |  |  |                            |                            |                            |                            |                            |                            |  |  |                              |                              |                              |                              |                              |                              |  |  |                               |                               |                               |                               |                               |                               |
|                                |                                |                                |                                |                                |                                |  |  |                              |                              |                              |                              |                                |                              |  |  |                               |                               |                               |                               |                               |                               |                              |                              |                              |                              |                              |                              |                              |                              |                              |                              |                                |                                |                                |                                |                                |                                |                              |                              |                               |                               |                               |                               |                               |                               |  |  |                             |                             |                             |                             |                             |                             |  |  |                            |                            |                            |                            |                            |                            |  |  |                              |                              |                              |                              |                              |                              |  |  |                               |                               |                               |                               |                               |                               |
|                                |                                |                                |                                |                                |                                |  |  |                              |                              |                              |                              |                                |                              |  |  |                               |                               |                               |                               |                               |                               |                              |                              |                              |                              |                              |                              |                              |                              |                              |                              | Мария                          | Мария                          | Мария                          | Мария                          | Мария                          | Мария                          |                              |                              | Наталья                       | Наталья                       | Наталья                       | Наталья                       | Наталья                       | Наталья                       |  |  | Елена                       | Елена                       | Елена                       | Елена                       | Елена                       | Елена                       |  |  | Ольга                      | Ольга                      | Ольга                      | Ольга                      | Ольга                      | Ольга                      |  |  | Александра                   | Александра                   | Александра                   | Александра                   | Александра                   | Александра                   |  |  | Аркадий                       | Аркадий                       | Аркадий                       | Аркадий                       | Аркадий                       | Аркадий                       |

Жена (с 1813 года) — Вера Николаевна Мордвинова (15.12.1790—04.01.1834), дочь знаменитого адмирала Н. С. Мордвинова. По воспоминаниям современников, была красавица и замечательная женщина. Умерла от горячки, после двухнедельной болезни. В браке родились семь детей, которые отличались красотой:
- Николай (1814—31.01.1884)[4], тайный советник, был поверенным в делах в Карлсруэ (1854—1865), затем в Вюртемберге (1865—1871) и в Нидерландах (1871—1884). Был увлечен Н. Н. Пушкиной, но наличие у неё четырех детей заставило его отказаться от этого брака. Умер от бронхита в Гааге, был там же временно похоронен, после перевезен в Петербург и перезахоронен на Тихвинском кладбище Александро-Невской лавры.
- Алексей (1816—1856), прозванный в обществе «Монго», первый красавец Петербурга; друг и возможный секундант М. Ю. Лермонтова.
- Дмитрий (1818—1893),  мемуарист, композитор-любитель.
- Мария (1819—1889), в первом браке — супруга Ивана Александровича Бека (1807—1842); во втором браке — Павла Петровича Вяземского; бабка Дмитрия Сергеевича Шереметева.
- Вера (1821—1853), с 1839 года фрейлина, адресат стихотворения П. А. Вяземского, с 1846 года замужем за князем Давидом Фёдоровичем Голицыным (1811—1855), камер-юнкером и надворным советником. Умерла в Берлине, после тяжелой и долгой болезни.
- Александр (1823—1839)
- Екатерина (12.09.1824[5]—1852), крещена 28 сентября 1824 года в Морском Богоявленском соборе при восприемстве брата Николая и сестры Веры; фрейлина, замужем (с 07.10.1849, Константинополь) за дипломатом Николаем Аркадьевичем Кочубеем (1827—1865), сыном А. В. Кочубея. Скончалась в марте 1852 года в Пизе от чахотки. Похоронена в некрополе Александро-Невской лавры с дочерью Верой (12.04.1851—21.04.1852).

- Дети
- Николай Аркадьевич
- Алексей Аркадьевич
- Дмитрий Аркадьевич
- Мария Аркадьевна
- Вера Аркадьевна
- Екатерина Аркадьевна